# Маккавеи
Маккаве́и (ивр. מכבים‎ или מקבים; греч. Μακκαβαῖοι — от арам. maqqəḇa, др.-евр. makkevet‬ «молот» (на врагов)) — первоначально прозвание одного Иуды Маккавея из династии Хасмонеев, возглавившего восстание против ига сирийских греков в 166—160 гг. до н. э. Позднее стало применяться к остальным сыновьям Маттафии, иудейского священника из рода Иоарива; а потом распространилось на всех вообще защитников и исповедников веры во время гонений Антиоха Епифана.
Особенно знамениты:
1. 90-летний старец Елеазар и семь братьев маккавеев: Авим, Антонин, Гурий, Елеазар, Евсевон, Алим, Маркелл и мать их Соломония, погибшие в пытках за отказ есть свинину, которая, помимо запретности её по закону Моисея, была идоложертвенным мясом. Православная церковь называет их «седьмочисленными столпами премудрости Божией» и «седьмосвечными светильниками Божественного света»; песнопения о них сложили святой Киприан, Григорий Богослов, Иоанн Златоуст, Августин, святой Иоанн Дамаскин и Косма Маиумский.
2. Династия Хасмонеев, предводители иудейского восстания против Селевкидов, вызванного стремлением сирийских царей к насильственной эллинизации евреев. Священник Маттафия, Асмоней (Хасмоней) или Хасмонид из Модина близ Лидды, собрал вокруг себя ревнителей веры и, поддерживаемый пятью сыновьями, Иоанном, Симоном, Иудою (Иеѓудою), Елеазаром и Ионафаном, начал из неприступных горных убежищ борьбу с войсками Антиоха Епифана, постановив сражаться и в дни субботние.

## История Маккавейской династии
Маккавейская династия Хасмонеев пришла к власти в результате освободительного восстания иудеев против культурной политики Селевкидской державы. Важным результатом восстания под руководством Хасмонеев считается создание независимого иудейского государства с центром в Иерусалиме и восстановление Храмового богослужения. В честь этого события был установлен восьмидневный праздник под названием Ханука (ивр. חנוכה‎, «освящение»). Династия Хасмонеев правила Иудеей (сначала под контролем Сирии, затем независимо) почти 120 лет (с 152 по 37 до н. э.).

### Начало восстания
В то время Иудеей правил Антиох IV Епифан, греко-сирийский царь Селевкидской державы, который проводил жёсткую политику эллинизации, то есть распространения греческого языка и культуры среди еврейского населения Иудеи. Ключевым элементом такой политики было стремление побудить или заставить евреев отказаться от особенностей своей веры и ввести в Иудее греческую культуру и религию. В 167 году до н. э. Антиох превратил Иерусалимский храм в святилище Зевса Олимпийского. Апогеем гонений на иудаизм стали языческие жертвоприношения в главной еврейской святыне — Иерусалимском храме. Оскорблённое религиозное чувство иудеев вызвало взрыв негодования, который вылился в вооружённое восстание в 166 году до н. э. Началом восстания стало убийство Маттафией еврея, принёсшего жертву на алтаре, построенном греками. После этого Маттафия с семьёй бежал в горы и вскоре объединил и возглавил ранее действовавшие в Иудее и Южной Самарии повстанческие отряды. Священник Маттафия, возглавивший восставших, мешал деятельности царской администрации, совершал набеги на соседние местности, разрушая алтари, производя обрезание, карая отступников от веры предков и евреев, лояльных новой политике. Маттафия вскоре умер (166 год до н. э.), но его действия привели к утрате сирийского административного контроля в Иудее, за исключением Иерусалима.

### Военные действия Иуды Маккавея
Во главе сильно увеличившегося отряда стал третий сын Маттафии Иуда, талантливый военачальник. Пытаясь наладить административный порядок в Иудее, Аполлоний, наместник Селевкидов в Самарии, выдвинулся к Иерусалиму для соединения с местным греческим гарнизоном. Однако этот рейд оказался неудачным, а сам Аполлоний пал в сражении. Неудачей закончилась и попытка подавления восстания, предпринятая генералом Сероном, чей отряд был разбит Иудой в ущелье Бет-Хорон на северо-западе Иудеи. Та же участь постигла и застигнутый врасплох экспедиционный корпус Птолемея, царского наместника в Келесирии. Отряд Лисия, царского наместника западных провинций, был разгромлен Иудой у Бет-Цура (на юге Иудеи). Неудачи в борьбе с повстанцами побудили Лисия издать декрет, упразднивший запреты, касавшиеся отправления иудейских обрядов, в установленный срок сложившим оружие повстанцам была обещана амнистия. Это не спасло положения, в декабре 164 года до н. э. Иуда захватил почти весь Иерусалим, за исключением городской цитадели.
Лисий, который к этому времени стал регентом при малолетнем царе Антиохе V, в свою очередь осадил повстанцев в Иерусалиме, но, не желая тратить время на осаду в связи с назревшими внутренними проблемами в царстве, заключил перемирие, отменившее антииудейскую религиозную политику. Лисий казнил ярого поборника эллинизации первосвященника Менелая и поставил на его место умеренного Алкима. Иуда официального признания не получил и Алкима первосвященником не признал.
В 162 году до н. э. на трон Селевкидов взошёл Деметрий I. Для наведения порядка в Иудее он направил туда войско под началом Бакхида, одного из своих лучших военачальников. Иерусалим был взят. Политика греков была нацелена на поиск компромисса с религиозными иудеями. Однако вожди восстания не признавали никаких первосвященников, поставленных гражданской властью. Назначенный наместником над Иудеей Никанор попытался ликвидировать сохранившиеся очаги восстания. В 161 году до н. э. произошло решающее сражение близ Бет-Хорона, отряд наместника был разбит, а сам он пал в битве. Повстанцы вновь вошли в Иерусалим. Желая легитимности своей власти и независимости Иудеи от Селевкидского царства, Иуда заключил союзный договор с Римом о нейтралитете и военной взаимопомощи. Для очередного наведения порядка в мятежной провинции в Иудею вошли греческие войска под командованием Бакхида. Восставшие были разбиты, а Иуда погиб в сражении в 160 году до н. э.

### Этнархия Ионафана
После гибели Иуды его братья Ионафан и Симон собрали остатки повстанцев и продолжили тактику партизанской борьбы, взяв под контроль большую часть провинциальных поселений и сельских районов Иудеи. Тем временем борьба за власть внутри державы Селевкидов позволила Ионафану получить назначение первосвященника от соперника Деметрия I Александра Баласа, который сделал своей резиденцией город Акко и искал поддержки местного населения для обеспечения безопасности своего тыла при наступлении на Антиохию. Ионафану был пожалован титул «друг царя» (152 год до н. э.). Пост первосвященника стал одной из важнейших политических должностей в Иудее при Хасмонеях. За военную поддержку Александра Баласа Ионафан получил от него город Экрон с окрестностями в личное владение (147 год до н. э.)
После смерти Александра Баласа регентом при его малолетнем сыне Антиохе VI стал Диадот Трифон, противник Деметрия II, сына и наследника царя Деметрия I. Деметрий II подтвердил включение в состав Иудеи районов на юге Самарии, в которых евреи составляли большую часть населения. Царём также была обещана передача Иудее иерусалимской цитадели, однако этот вопрос так и не был решён. Неудовлетворённый греческим присутствием в Иерусалиме, Ионафан в ответ поддержал Трифона, назначившего брата Ионафана, Симона, правителем небольшой прибрежной полосы у Средиземного моря. В порту Яффы был размещён еврейский гарнизон.
Ионафан начал активно укреплять города Иудеи, установил дружеские отношения со Спартой, а в Рим была послана делегация для возобновления союза, заключённого Иудой. Обеспокоенный усилением Хасмонеев, Трифон коварно заманил к себе Ионафана с двумя сыновьями и, оставив их в заложниках, начал военную кампанию против Иудеи. Однако военные действия Симона вынудили Трифона покинуть Иудею. Ионафан и его сыновья были казнены (143 год до н. э.).

### Правление Симона
В 142 г. до н. э. Деметрий II, заинтересованный в поддержке Иудеи, освободил её территорию от выплаты дани, что де-факто означало признание её независимой страной.
Во главе маккавеев после гибели Ионафана стал Симон, много уже помогавший братьям и раньше. В 141 г. до н. э. он собрал в Иерусалиме т. н. «Великий собор», на котором был провозглашён этнархом, первосвященником и главнокомандующим Иудеи с правом заключения международных договоров от своего имени. Эта власть должна была решением собора переходить по наследству потомкам Симона «до того времени, как явится истинный пророк».
Политика Симона состояла в укреплении находившихся под его властью городов, поощрением торговли и промыслов, с завоёванных территорий изгонялось греческое население, замещаемое еврейскими поселенцами. Была введена антиселевкидовская эра. Симон завоевал гавань Иоппию, захватил стратегически важный Газер, вытеснил из иерусалимской цитадели (Акра) сирийский гарнизон.
На престоле Селевкидского царства Деметрия II-го сменил Антиох VII Сидет. Царь подтвердил статус Симона в качестве вождя Иудеи, признал за Иудеей захваченные территории и право на чеканку собственной монеты. Однако позже Антиох потребовал от Симона вернуть Селевкидской державе отторгнутые у неё территории (включая иерусалимскую цитадель) или стать вассалом. Договориться не удалось. Наместник Антиоха в Прибрежной полосе получил приказ занять Иудею, однако его войско было отброшено еврейскими силами в двадцать тысяч воинов, которыми руководили сыновья Симона.
В 136 г. до н. э. Симон был умерщвлён во время пиршества своим властолюбивым зятем Птолемеем, наместником иерихонским, который стремился при поддержке Антиоха VII стать этнархом Иудеи. Он также убил жену Симона и двух его сыновей.

### Правление Иоанна Гиркана I
Замысел Птолемея против третьего сына, Иоанна Гиркана I, не удался, и последний принял первосвященнический сан. Войска Антиоха осадили Иоанна в Иерусалиме и принудили его заключить мир на условии сдачи всего оружия и снесения стен Иерусалима, но с оставлением за евреями свободы вероисповедания. Когда Антиох погиб в Парфии, Иоанн тотчас начал забирать сирийские города, подчинил себе самаритян и идумеян и насильственно принудил их принять обрезание и другие иудейские обряды. С этого времени в Хасмонейском государстве приобретает влияние родовая знать идумеян (выходцем из которой был будущий Ирод Великий). Был разрушен Храм самаритян на горе Гаризим. Иудейскую армию пополнили наёмники. Гиркан поддерживал союз с римлянами, а внутри страны опирался на фарисеев. Однако когда последние стали требовать от него сложения первосвященнического сана, он начал притеснять их, что вызвало сильное ожесточение против него и его семьи. Гиркан умер в 107 году до н. э.

### Цари маккавеев
Старший сын Иоанна Гиркана I, Аристобул I Филеллин, первый из маккавеев надел царскую диадему, но процарствовал лишь год; в это короткое время он успел заточить троих братьев, уморить голодом мать и обратить в иудейство большую часть жителей Итуреи.
Брат Аристобула I, Александр Яннай, из темницы был возведён на царство в 106 году до н. э. царицей-вдовой Соломеей-Александрой и до самой смерти своей в 79 году до н. э. был полновластен в Иудее, Самарии, Галилее, береговой полосе на юге до Птолемаиды и почти во всей Перее. Сын его Иоанн Гиркан II сделался после него первосвященником, а жена, Александра, приняла корону и управляла слабо и бесславно до 70 года до н. э.
После смерти Александры, Иоанн Гиркан II был провозглашён царём в Иерусалиме, но принуждён был вступить в соглашение с младшим братом Аристобулом II, по которому последний получил скипетр и первосвященничество. В 69 году до н. э. Аристобул II удержался во власти, купив помощь римского легата в Сирии, Скавра. Когда в 64 году до н. э. Помпей взялся за решение спора между братьями, Аристобул после тщетных попыток подкупа был взят в плен и введён в триумфе в Рим. Позже он бежал, в 56 году до н. э. появился в Иудее и начал войну, кончившуюся вторичным его пленением. В 49 году до н. э. Цезарь освободил его и послал с двумя легионами в Сирию, но раньше чем Аристобул успел что-нибудь сделать, его отравили помпеянцы; таким же образом погиб и сын его Александр.
Все остальные представители дома Маккавеев были истреблены Иродом Великим. Кроме книг Маккавейских, о маккавеях сообщает ещё Иосиф Флавий; есть некоторые упоминания у Полибия, Аппиана и Диодора.

## Символические трактовки имени «Маккавей» в иудаизме
В еврейских источниках Макаби (Маккавей) — прозвище исключительно Иегуды, в то время как его род называется Хашмонаим (Хасмонеи).
Согласно традиционному религиозному иудейскому толкованию, «מכבי» («Макаби») — аббревиатура из первых букв стиха на иврите из Библии:
מִי-כָמֹכָה בָּאֵלִם יְהוָה
 «Ми Камоха Ба-элим, Йехова» — Кто как Ты, Господи, между богами? (вар.: Кто подобен Тебе, Иегова!) (Исход 15:11)
Раввин Моше Шрейбер пишет, что прозвище является акронимом имени отца Иуды — Маттитьягу Коэн Бен Йоханан. Некоторые учёные считают, что это имя — сокращение еврейского словосочетания маккаб-ягу (от накаб, «отметить, обозначить»), и несёт смысл «обозначенный Иеговой». Как в «Иудейской», так и в «Новой католической» энциклопедиях отмечается, что ни одна из выдвинутых версий не является полностью удовлетворительной.

## Маккавеи в русских народных обычаях
Маккавеи, в христианской традиции, стали символом несгибаемости и стремления добиться максимальной строгости в соблюдении заповедей. В Православной церкви день памяти Семи святых мучеников Маккавейских, 1 (14) августа, обычно совпадает с началом Успенского поста, и в народе называется Медовый Спас или «Мокрый Маккавей».
В русской крестьянской культуре имя «Маккавей» по созвучию связывается с маком, который к этому времени созревает. В кушаньях, подаваемых к праздничному столу, обязательно присутствовал мак, а также мёд.
В местностях, где ещё сохранились обычаи предков, в этот день пекут маканцы, мачники — постные пироги, рулеты, булочки, пряники с маком и мёдом. Начиналась же трапеза блинами с маком. В специальной посуде для растирания мака приготавливали маковое молочко — маково-мёдовую массу, в которую обмакивали блины. Эта посуда в России называлась макальником, на Украине — макитрой, в Белоруссии — макатером.
В день Макавея молодёжь водила хороводы с песней «Ой, на горе мак», с шутливыми хороводными заигрышами.
От слова «Маккавей» были также образованы «семинарские» фамилии Макавеев, Маккавеев, Маккавейский, Маковеев.

## В искусстве и литературе
Восстание Маккавеев оказало большое влияние на западную культуру.

### В литературе
Героическая борьба Маккавеев вдохновила многих писателей на создание литературных произведений. Среди первых сочинений такого рода — лирическая трагедия Антуана Удара де Ла Мот «Маккавеи» (1722). Особую популярность история Хасмонеев приобрела среди писателей XIX века.
- В 1816 году вышел в свет на иврите эпос И. Б. Шлезингера «Ха-Хашмонаим» («Хасмонеи»).
- В 1820 году в Вене была опубликована историческая драма Захарии Вернера «Мать Маккавеев».
- В 1822 году в Париже — трагедия Александра Гиро «Маккавеи».
- В 1854 году появилась драма Отто Людвига «Маккавеи».
- В 1856 году — драма Й. Михаэля «Хасмонеи».
- В своей драме «Хасмонеи» (1859) Леопольд Штерн дал традиционную еврейскую интерпретацию событий.
- История Хасмонеев лежит в основе исторического романа А. М. Вайза «Первые Маккавеи» (1860; на английском языке) и стихотворного цикла Зелигмана Хеллера «Последние Хасмонеи» (1865; на немецком языке).
- В 1921 году Иосеф Давид (Пенкер) опубликовал написанную на индийском языке маратхи драму «Маккавеи».
- Восстание Хасмонеев послужило темой романа Антонио Кастро (1930) и драмы Изака Голлера (1931).

Под влиянием Холокоста и создания государства Израиль ряд еврейских писателей обратились к теме героизма Маккавеев. Среди произведений этого периода — исторические романы А. Лавского «Хасмонеи» (1941, на идише), Г. Фаста «Мои прославленные братья» (1948), М. Шамира «Мелех басар ва-дам» («Царь земной», 1954).
- Маргарита Алигер в своей поэме «Твоя победа» потомками храбрых Маккавеев называет тысячи евреев, сражавшихся на фронтах Второй мировой войны.

- В 1837 году М. Ю. Лермонтовым была написана эпиграмма, где имя Маккавей используется в ироническом ключе[9].
- Ю. А. Никитин в романе «Последняя крепость» описывает начала восстания Маккавеев и их влияние на развитие современной цивилизации[источник не указан 3534 дня].

### В изобразительном искусстве
- Изображение Ионафана Маккавея появляется на брюссельском гобелене XV века.
- Сражение Ионафана и Симона с войском Бакхида изображено на одной из иллюстраций французского художника XV в. Жана Фуке к сочинениям Иосифа Флавия.
- Два эпизода из истории Маккавеев отображены в гравюрах Густава Доре.
- Австрийский художник Иехуда Эпштейн изобразил сцену начала восстания Маккавеев.
- Героический образ Маттафии воспроизведён в скульптуре Б. Шаца.

### В музыке
В середине XVIII в. — начале XIX в. появилось несколько музыкальных произведений на тему о Маккавеях.
- Наиболее значительное произведение на эту тему — оратория «Иуда Маккавей» Генделя.
- В 1875 г. в Берлине состоялась премьера оперы Антона Рубинштейна «Маккавеи» (1874, либретто С. Мозенталя на основе драмы Отто Людвига).
- После своего визита в Палестину в 1922 г. М. Гнесин написал симфоническую композицию для солистов, хора и оркестра «Маккавеи» (первое исполнение — 1925 г.).
- The Maccabees — пост-панк, инди-рок-группа из г. Брайтон, Англия. Дебютировали в 2004 году. Название взяли случайное, первое попавшееся из Библии[10].

### В кинематографе
- Знаменитый голливудский актёр и режиссёр Мел Гибсон, автор нашумевшего фильма «Страсти Христовы», в 2012 году начал переговоры о съёмках фильма об этом восстании.